# Josef Páleníček
Josef Pálenícek, né le 19 juillet 1914 à Travnik, en Bosnie et décédé le 7 mars 1991 à Prague, est un pianiste et compositeur tchécoslovaque.

## Biographie
Remarqué comme enfant prodige, donnant son premier récital soliste à l'âge de 12 ans, il commence à prendre des cours privés avec le pianiste Karel Hoffmeister. Puis il entre au Conservatoire de Prague en 1930 où il poursuit avec Karel Hoffmeister. À cette époque il donne déjà de nombreux concerts et joue aussi ses propres œuvres.
En 1933, il entre à la Mistrovská škola, toujours avec Karel Hoffmeister pour le piano et avec Vítězslav Novák en composition. Il poursuit également des études de droit.
Il fonde en 1935 le Smetana Trio qui reprendra plus tard le nom de Trio Tchèque (avec la bénédiction de Karel Hoffmeister, un des premiers pianiste du prestigieux ensemble, fondé en 1897).
Il reçoit ensuite l'enseignement du pianiste Alfred Cortot, de Diran Alexanian et Pierre Fournier (musique de chambre) à l'École normale de musique de Paris, et du compositeur Albert Roussel. À Paris, de 1936 à 1938, il se noue avec de nombreux artistes tchèques et français et rencontre Bohuslav Martinů avec qui il se liera d'amitié. Alfred Cortot lui proposera de devenir son assistant, mais la situation politique devenant de plus en plus tendue, il décide de rentrer en Tchécoslovaquie.
En 1939, il devient professeur au Conservatoire supérieur de musique de Prague.
Il jouera régulièrement certaines pièces de Leoš Janáček qui font partie de son répertoire de prédilection. Son interprétation (reconnue comme remarquable par Sviatoslav Richter dans ses notes de concerts) de ce compositeur fit de lui un des principaux vecteurs de propagation de la musique de Leoš Janáček.
Il continuera à jouer la musique de Bohuslav Martinů en Tchécoslovaquie, à l'époque où elle y était proscrite. Il sera à l'origine de la société Martinů.
Josef Páleníček a souvent été invité comme membre du jury de concours internationaux (Marguerite Long, Vianna da Motta, Kusatsu, Concours International de Piano de Santander Paloma O’Shea...).
Ses nombreux enregistrements comptent des œuvres sous la direction des célèbres chefs d'orchestre Karel Ančerl et Guennadi Rojdestvenski.
Comme soliste, Josef Páleníček « était admiré pour ses interprétations de Smetana, Janáček, Martinů, Beethoven et Schubert, pour leur justesse stylistique, leur tension dans les mouvements lents, leur vivacité dans les mouvements vifs. » Extrait de la nécrologie d'Alain Lompech, Le Monde.
Ses concerts internationaux, les nombreux artistes qu'il a formés, ainsi que ses œuvres de composition, ont contribué grandement à la diffusion de la tradition musicale tchèque à travers le monde.

## Compositions

### Pour piano
- Sonate pour piano (1936)
- Cahier d'esquisses, cycle de cinq pièces (1939)
- Contes tchèques pour piano (1940)
- Interlude, du premier tableau du ballet Kytice (1984)

### Pour orgue
- Le Chant du vagabond, pour orgue électro-phonique (1956)
- Interlude, du sixième tableau de l'oratorio Le Chant de l'homme (1961)

### De chambre
- Trio pour piano (1933)
- Quintette avec piano (1933)
- Prélude et capriccio pour violon et piano (1935)
- Sonate pour clarinette et piano (1936)
- Suite pour violoncelle et piano (1938)
- Variations chorales pour violoncelle et piano (1942)
- Petite suite pour clarinette et piano (1943)
- Quatuor à cordes (1954)
- Masques, deux pièces pour saxophone et piano (1957)
- Nénie pour violon et piano (1957)
- Prélude et capriccio pour violon et piano (1958)
- Petite suite pour violon et piano (1958)
- Variations sur un thème original pour violoncelle et piano (1972)
- Rondo concertante pour violoncelle et guitare (1972)
- Du carnet de notes d'un petit garçon, sept petites pièces pour violoncelle, basson ou clarinette et piano (1972)
- Suita in modo antico pour violoncelle et guitare (1973)
- Etudes de concert pour contrebasse et piano (1975)
- Immagini pour flûte, clarinette basse, piano et percussions (1976)
- Tre Concertini pour clarinette et piano (1977)

### Orchestrales
- Concerto n. 1 pour piano, orchestre de cordes et timbales (1940)
- Concerto pour saxophone et orchestre (1944)
- Concertino pour orchestre (1945)
- Concert n. 2 pour piano et orchestre (1952)
- Concerto pour flûte et orchestre (1955)
- Concertino da camera pour clarinette et orchestre (1957)
- Concerto n. 3 pour piano et orchestre (1961)
- Concerto  (1971)
- Concerto pour violoncelle et orchestre (1973)
- Sinfonietta pour orchestre de cordes (1975)
- Le Lys, poème symphonique sur un poème de Karel Jaromír Erben (1981)
- Le Trésor, poème symphonique sur un poème de Karel Jaromír Erben (1981)

### Vocales
- "Sur le verre de la porte", chant pour soprano et piano (1939)
- Concerto pour orchestre et chœur d'homme (1945)
- Chants sur de la poésie chinoise pour soprano ou baryton et piano (1947)
- Traces effacées par le vent, cycle de chœurs masculins (1958)
- Le Chant de l'homme, oratorio pour soli, chœur d'enfants, chœur mixte, chœur folklorique, grand orchestre et orgue (1961)
- Sonates en trio pour hautbois, mezzosoprano et piano (1965)
- "La Lune sur My Lai" pour mezzosoprano ou alto et piano (1971)
- Le Boulier pour chœur d'enfants, piano, trompette, clarinette et percussions (1973)
- Hommage au Février, ouverture symphonique pour orchestre et chœur d'homme (1974)
- L’Étang aux deux soleils, quatre pastorales pour chœur d'enfants et ensemble de chambre (1978)
- Quetzalcóatl, dialogues symphoniques pour soli et orchestre (1983)
- Trois mélodrames sur des poèmes d'Ivan Skála (1984)

### Scénique
- Un Bouquet de fleurs (Kytice), ballet (1984)